# Rio Tabatinga
Rio Tabatinga är ett vattendrag i Brasilien.   Det ligger i delstaten Minas Gerais, i den sydöstra delen av landet, 500 km öster om huvudstaden Brasília.
I omgivningarna runt Rio Tabatinga växer huvudsakligen savannskog. Runt Rio Tabatinga är det mycket glesbefolkat, med 5 invånare per kvadratkilometer.